# Theodoretos av Kyrros
Theodoretos (grekiska Θεοδώϱητος), född omkring 390, död omkring 453, var en fornkyrklig exeget och kyrkohistoriker. 
Theodoretos blev först diakon, sedan presbyter i Antiokia samt 423 biskop i Kyrros i Syrien, i vilken egenskap han inlade stora förtjänster. Till sin teologiska riktning tillhörde han den antiokenska skolan. Theodoretos exegetiska arbeten omfattade de flesta av Gamla och Nya testamentets skrifter samt var av varaktig betydelse, på samma gång som de gav en kraftig väckelse åt det exegetiska studiet på hans tid. Bland hans historiska arbeten är hans kyrkohistoria i fem böcker, omfattande tiden 324–429, det mest betydande. Theodoretos författade även en mängd arbeten av dogmatiskt innehåll ävensom en stor samling brev. Över åtskilliga av hans skrifter uttalades fördömelsedomen på det femte ekumeniska mötet, i Konstantinopel 553. Samtliga hans arbeten utgavs första gången av jesuiten Jacques Sirmond (4 band, Paris, 1642).